# Очна мрља
Очна мрља (стигма) је унутарћелијска супрамолекуларна структура, телашце које служи за примање и одговор организма на светлосне надражаје. Налази се на предњем делу активно покретних организама (попут алги или ларве трохофоре), али и оних алги које су током филогеније изгубиле способност кретања. Код појединих врста златних, зелених, мрких и неких жутозелених алги стигма се налази у хлоропласту, док се код еугленоидних алги налази ван њега, у близини бичева.